# سلطنت بیجاپور
سلسله عادل شاهی یا سلطنت بیجاپور از ۱۴۹۰ تا ۱۶۸۶ میلادی/ ۸۷۶-۱۰۹۶ هجری قمری بر بیجاپور در غرب ناحیه دکن در جنوب هند حاکم بودند.
عادل شاهیان در ابتدا بخشی از سلطنت بهمنیان در دکن محسوب می‌شدند ولی کم‌کم استقلال یافتند و در سال ۱۶۸۶ م با حمله اورنگ‌زیب آخرین پادشاه بزرگ سلسله گورکانیان هند دوران آن‌ها به پایان رسید.
مؤسس سلسله عادل‌شاهی فردی به‌نام یوسف عادل‌شاه بود که در ساوه بزرگ شده بود. وی در آغاز جوانی از ایران به هندوستان رفت و پس از ورود به هند در خدمت حکام و سلاطین بیجاپور بود. او به همراه پسرش اسماعیل، بیجاپور را از سلطنت بهمنی جدا کردند و از عنوان خان به جای شاه استفاده می‌کردند. خان به معنی رئیس از این جهت جایگزین نام شاه شده بود که ترتیب القاب سلطنتی رعایت شود و به سلطان بهمنی احترام گذاشته شود. نخستین بار ابراهیم عادل شاه نوه یوسف علی شاه بود که لقب شاه را بر خود گذاشت و مرزهای سلطنت بیجاپور را مشخص کرد.

## پیشینه

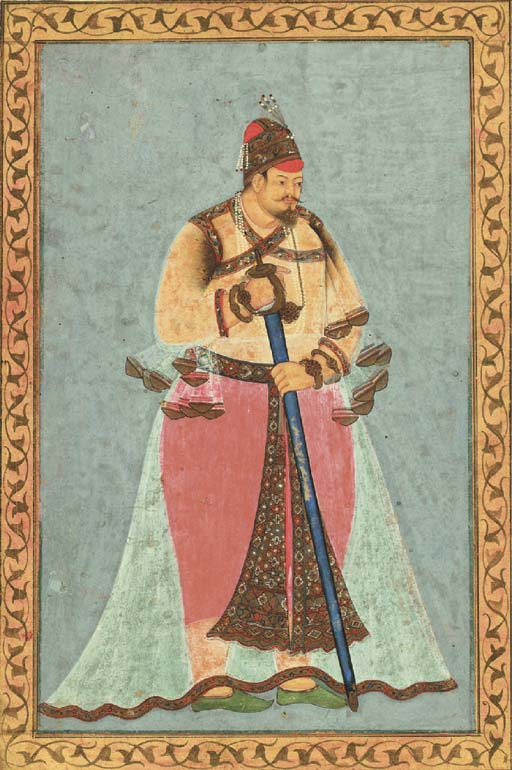
ابراهیم عادلشاه دوم

در ۶۹۳ قمری علاءالدین برادرزاده جلال‌الدین فیروز خلجی پادشاه دهلی، بیجاپور را به تصرف درآورد و در ۷۴۸ق/۱۳۴۷م بیجاپور ضمیمهٔ قلمرو بهمنیان دکن شد. تا این زمان بیجاپور ناحیهٔ مرزی دورافتاده و ناآرامی بود، اما پس از آن، ثبات بیشتری یافت. قلمرو بهمنیان در دورهٔ وزارت محمود گاوان، وزیر نامی این خاندان به ۵ ناحیهٔ اداری تقسیم شد که یکی از آن‌ها بیجاپور بود. در همین دوره، محمود گاوان یکی از غلامان گرجی خود به نام یوسف عادل‌خان را که پسرخواندهٔ او نیز بود، به حکومت بیجاپور منصوب کرد. وی که مدعی بود از فرزندان سلطان مراد دوم عثمانی است، در ۸۹۴ق/۱۴۸۹م از فرصت سود جست و در بیجاپور علم استقلال برافراشت و در ۸۹۵ یا به روایتی ۸۹۶ق پادشاهی سلسلهٔ عادل‌شاهیان به مرکزیت بیجاپور را بنیان نهاد.
سلطنت بیجاپور در اوایل سدهٔ ۱۱ق/اواخر سدهٔ ۱۶م مورد تهاجم اکبرشاه (حک‍ ۹۶۳–۱۰۱۴ق/۱۵۵۶–۱۶۰۵م) بزرگترین فرمانروای گورکانی هند قرار گرفت. اما پادشاهی بیجاپور با در پیش گرفتن راه مصالحه استقلال خود را حفظ کرد.
شاه جهان در سال ۱۰۴۵ ق سفرایی را همراه با نامه‌هایی تهدیدآمیز که جنبه اتمام حجت داشت به سوی عادل شاه و قطب شاه فرستاد. او در پایانِ نامه تهدید کرده بود که در صورت عدم پذیرش شرایط او با حمله سنگین سپاهیان او روبه رو خواهند شد. عادل شاه درخواست‌های شاه‌جهان را نپذیرفت و شاه‌جهان سپاهی را برای تصرف بیجاپور گسیل داشت، اما نتیجه‌ای نگرفت.
شاه‌جهان در سال ۱۰۶۸ ق از حکومت کناره‌گیری کرد. در پی این امر، اوضاع حکومت گورکانیان بر اثر نزاع مدعیان سلطنت برای تصاحب قدرت، بسیار آشفته شد. شاه عباس یکم به منظور استفاده از این فرصتِ مغتنم برای تضعیف گورکانیان، در همین سال، نامه‌هایی به حکام محلی دکن نوشت و آن‌ها را تحریک کرد که برای جبران خسارت‌هایی که قبلاً گورکانیان به آن‌ها وارد آورده بودند، با هم متحد شده، علیه گورکانیان وارد جنگ شوند.
سلطنت عادل‌شاهیان در سال ۱۶۸۶ م با حمله اورنگ‌زیب آخرین پادشاه بزرگ سلسله گورکانیان هند به پایان رسید. و اسکندر عادل‌شاه آخرین پادشاه عادل‌شاهیان، بیجاپور را ترک کرد و اورنگ زیب پسر کوچکترش محمد کامبخش را به حکومت بیجاپور منصوب کرد.

## مذهب
بیشتر پادشاهان سلسلهٔ عادل شاهی پیرو مذهب تشیع بودند. عادل شاهیان در سال ۹۰۸ پس از پی بردن به رسمیت تشیع در ایران توسط شاه اسماعیل یکم، در رسمی کردن این مذهب در بیجاپور تردید نکردند. یوسف عادل شاه بنیان‌گذار این سلسله با پیروی از دودمان صفوی در دادن صبغهٔ شیعی به آیین و مراسم عبادی عمومی در قلمرو خویش مبادرت ورزید. در زمان پادشاهی پسرش اسماعیل عادل‌شاه (حک‍ ۹۱۶–۹۴۱ق/۱۵۱۰–۱۵۳۴م) مذهب تشیع در نظام اداری جا افتاد و نام شاه صفوی در خطبه‌های نماز جمعه ذکر می‌شد.
عادل‌شاهیان نخستین حکومت شیعی در دکن بودند. آنان بر شالوده‌ای که بهمنیها بنیاد کرده بودند، سنگ بنای سلسله خویش را نهادند و از زمینه‌هایی که آن‌ها فراهم کرده بودند برای رواج تشیع استفاده کردند. چنان‌که مؤسس این سلسله به حمایت شیعیان مدارج قدرت را پیمود. محمود گاوان حامی یوسف عادلشاه مؤسس این سلسله بود. تساهل و تسامح مذهبی یوسف با اهل سنت از بسیاری از تنشها جلوگیری کرد و به او مجال داد تا تشیع را در منطقه مستحکم سازد. بعدها حمایت غریبه‌ها از اسماعیل فرزند او، ضامن حفظ و بقای او شد تا از شر دسیسه‌های کمال خان نایب‌السلطنه در امان بماند. گر چه در این خاندان افت و خیز مذهبی دیده شد، اما تشیع چنان قدرت گرفته بود که به سنی‌مذهبان چندان مجال اقتدار نمی‌داد و باز تشیع به این خاندان بازمی‌گشت. به‌طوری‌که سیاست‌های ابراهیم عادل شاه دوم که سنی مذهب بود و بر مذهب پدرش اسماعیل عادل شاه شورید، باز توسط علی عادل شاه اول، فرزند خود او منسوخ شد.

## تصوف
در آغاز سلطنت قطب‌الدین ایبک در هند، بسیاری از صوفیان از ایران رهسپار هند شدند و در زمان حکومت عادلشاهیان نیز به رشد و فعالیت خود در آزادی کامل ادامه دادند.
اسامی برخی از بزرگان صوفی در دوران عادلشاهی عبارتست از: حاجی رومی، پیر معابری خندایت، ابراهیم زنگنه، حضرت حاقظ حسینی، حضرت حمزه حسینی، عین الدین گنج العلوم و دیگران. بیش از صدها مقبره از بزرگان اهل تصوف و خانقاه در بیجاپور وجود دارند.

## زبان
زبان رسمی عادل شاهیان زبان فارسی بود. عادل شاهیان در کنار قطب شاهیان در پیشرفت فرهنگ و ادبیات فارسی در دکن نهایت کوشش خود را به خرج دادند. دربار آن‌ها پیوسته مرکز علماء و فضلای ایرانی بود. به این نکته باید توجه داشت که سلاطین عادل شاهیان و قطب شاهیان در اصل ایرانی بودند بسیاری از این سلاطین به زبان فارسی نیز شعر می‌سرودند. در این زمان زبانی به نام زبان دکنی نیز شکل گرفت که مخلوطی از فارسی و گجراتی و مراتی و کانادا بود. کتابی به نام «کتاب نورس» به زبان دکنی توسط ابراهیم عادل شاه دوم نوشته شده‌است که حاوی اشعار و موسیقی‌های اوست. این زبان تحت سلطنت بهمنیان نیز شکوفا شد و بعدها به عنوان اردوی دکنی شناخته شد.

## تاریخ‌نگاری
از جمله کتاب‌هایی که در این دوران نوشته شدند می‌توان به کتاب تاریخ رفیع‌الدین ابراهیمی شیرازی در مورد سلسله عادل شاهیان اشاره کرد که به دستور ابراهیم عادل شاه دوم نگاشته شد. همچنین «تاریخ فرشته» به نام «گلشن ابراهیمی» توسط محمد قاسم هندوشاه فرشته تاریخ‌نگار دوران نوشته شد. میر ابراهیم لاری اسدخانی مورخ دیگری است که به همراه ابراهیم زبیری کتاب بساطین السلاطین را نوشتند و به سلطنت عادلشاهی در آن پرداختند.

## معماری و شهرسازی

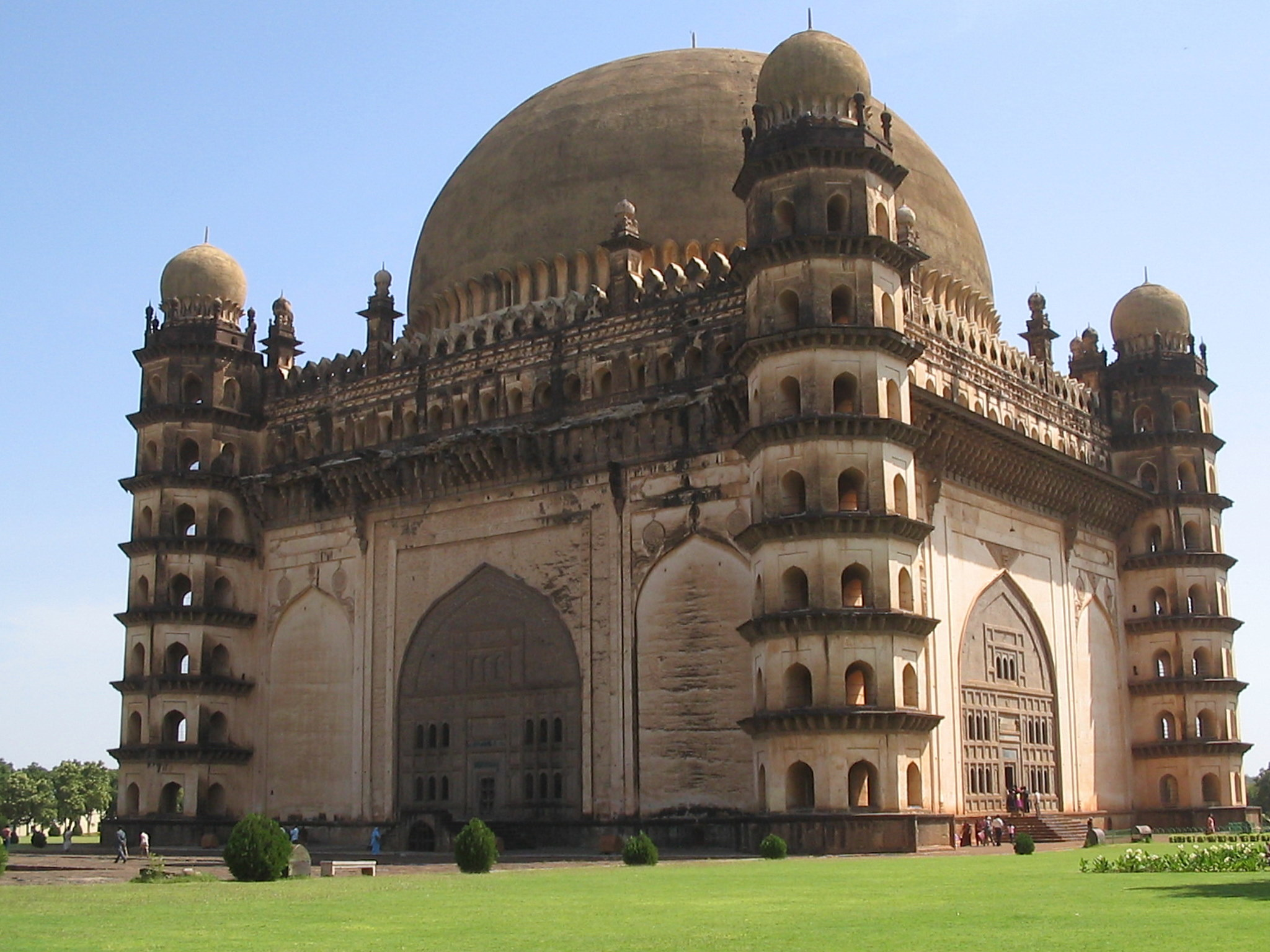
گل گمبذ یا گل‌گمبد آرامگاهمحمد عادل‌شاه

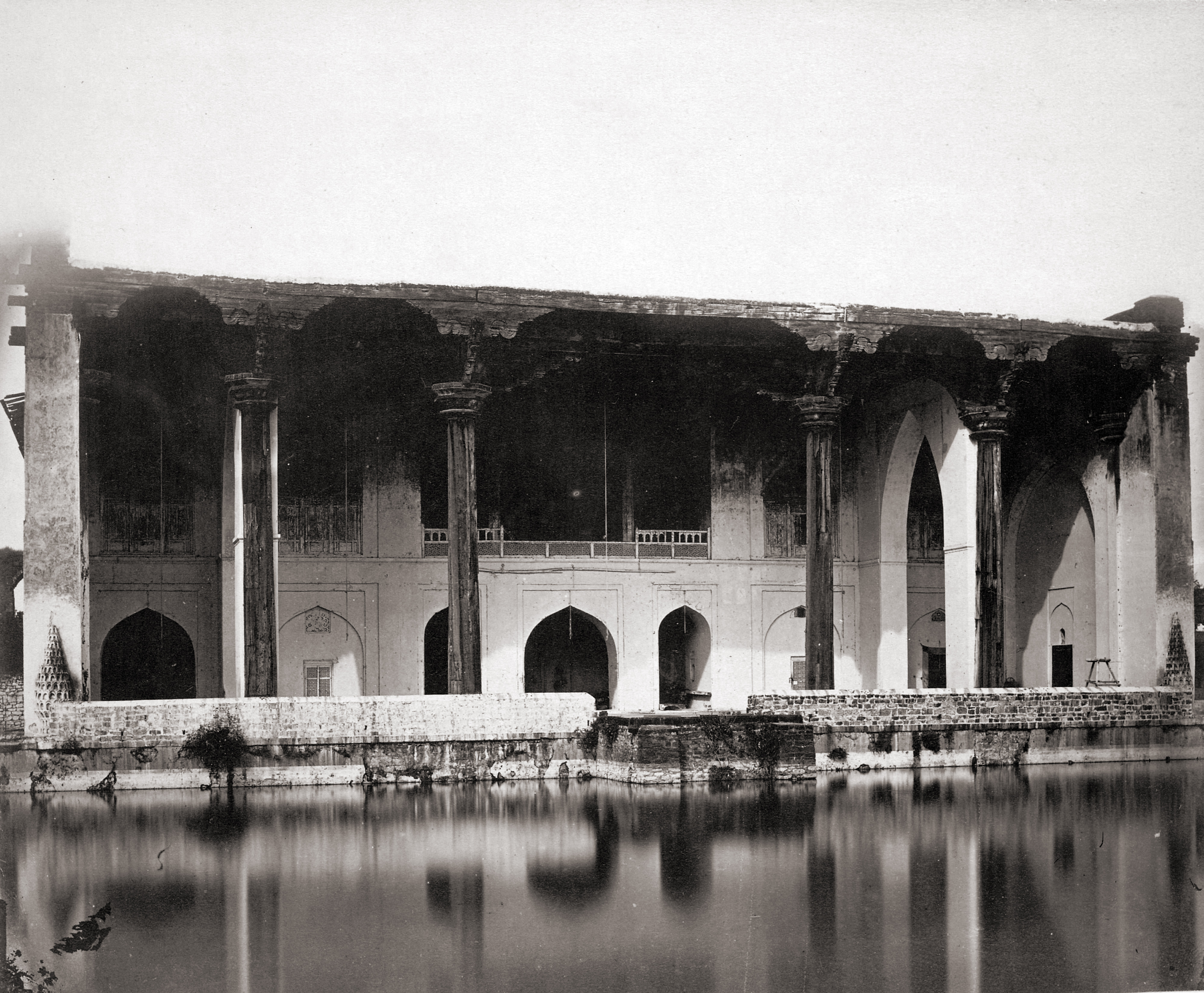
آثار محل

سبک معماری دوران مخلوطی از معماری ایرانی- ترکی و دکنی بود. مسجدهایی مانند مسجد ملک جهان یا دلخوش محل نمونه‌هایی از معماری سنگی و کارهای چوبی هستند.
بیجاپور در زمان فرمانروایی عادل شاهیان به اوج شکوفایی خود رسید. بیچاپور تحت سلطنت عادلشاهیان یکی از بزرگترین و شکوفاترین شهرها و زیباترین پایتختهای زمان خودش بود که بسیاری از بناها و سدهای آن‌ها تا امروز باقی است.
در دورهٔ فرمانروایی عادل شاهیان بناهای پرشکوهی در بیجاپور ساخته شد. بنابر برخی گزارشها در سدهٔ ۱۱ق/۱۷م بیجاپور دارای بیش از ۱۰۰هزار واحد مسکونی و ۱۶۰۰ مسجد برای جمعیت یک میلیونی بیجاپور در آن زمان بوده‌است.
مهم‌ترین بناهای به جای مانده از این دوران عبارت‌اند از: بنای تاریخی گل گمبذ (گل گنبد) که گنبد آن یکی از بزرگ‌ترین گنبدهای جهان به‌شمار می‌رود، و در واقع مقبرهٔ محمد عادل‌شاه، هفتمین فرمانروای عادل‌شاهیان است که احداث بنای آن را ۱۰۶۶ق/۱۶۵۶م دانسته‌اند؛ ابراهیم روضه که مزار ابراهیم عادل‌شاه دوم و خانواده‌اش در آنجاست. این بنا که شاید بزرگ‌ترین کار معماری دوران عادل‌شاهی باشد، توسط معماری ایرانی برپا گردیده‌است. بنای زیبا و پرشکوه مسجد جامع بیجاپور، مسجد بخارا، مسجد ملک‌جهان، آثار محل، مهتر محل، گَگَن محل و ملک میدان علی راضا، چاند بادی، و بسیاری از جاه‌ها و اماکن عمومی دیگر از دیگر بناهای به جای مانده از دورهٔ عادل شاهیان در بیجاپور به‌شمار می‌رود.
علاوه برآثار اسلامی چندین معبد کهن هندی در بیجاپور وجود دارد که مشهورترین آن‌ها معبد پاپاناتها نام دارد.
باغها و پارکهای ایجاد شده توسط سلطنت عادلشاهی بی‌نظیر بودند. باغهایی مانند علی باغ، کشور خان باغ، نگین باغ، نوروز باغ، ابراهیم باغ و… از میان صدها باغ باقی ماندند و کاروانسراها و هتلهایی مخصوص مسافرین بنا شد.

## سیستم آبرسانی
سلطنت عادلشاهیان سیستم‌های آبرسانی فوق‌العاده برای بیجاپور ساختند که سدها و لوله‌کشی‌های آنان برای تمام مردم ناحیه بیجاپور آب فراهم می‌کرد. این لوله‌کشی‌ها تا دورترین مناطق مانند شاه‌پور می‌رسید. سدهای تروی و افضل پور را احداث کردند. دریاچه‌های متعددی از جمله دریاچه جهان بیگم و بیش از ۱۰۰۰ چاه از جمله تالاب رنگرز و تالاب قاسم و تالاب الله پور را احداث نمودند.

## تعلیم و تربیت
سیستم آموزشی، اسلامی و به زبان فارسی بود و دروس شامل منطق، شعر و ادبیات، قرآن و حدیث، علوم و دستور زبان می‌شد. بیشتر معلمان، صوفیان و دانشمندان عرب و ایرانی بودند.

## شعر و ادبیات
پادشاهان بیجاپور همواره شاعران و هنرمندان ایرانی را به دربار خود دعوت می‌کردند. از جملهٔ این شاعران ظهوری ترشیزی و ملا ملک قمی بودند که به بیجاپور مهاجرت کردند.

## هنر

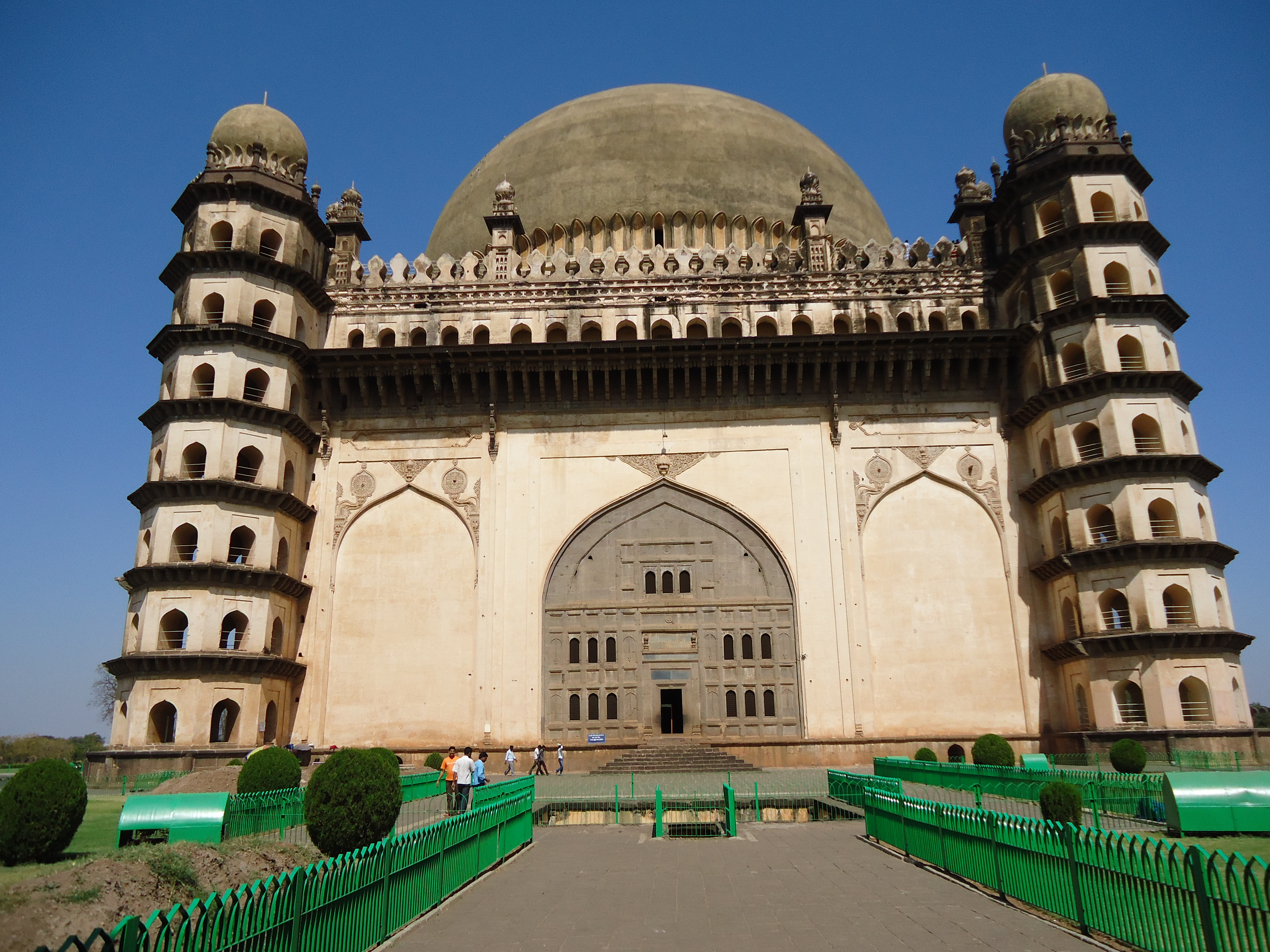
نمای جلویی از گل گمباز، بیجاپور هند. گل گمباز مقبره محمدعادل شاه (1627–1627) از سلسله سلاطین عادل شاهی از سلاطین هند است که از سال 1490 تا 1686 بر سلطنت بیجاپور حکومت می کرد.

ریشه‌های غیرهندی و گرایشهای شیعی پادشاهان بیجاپور به ویژه یوسف‌عادل‌شاه سردودمان این خاندان که تا دوران جوانی در ایران پرورش یافته بود، به خدمت گرفتن هنرمندان ایرانی را ترغیب می‌کرد. موسیقی جایگاه ویژه‌ای برای سلاطین عادلشاهی داشت و آهنگ سازان و ساز نوازان زیادی در دربار آن‌ها ساکن بودند. همچنین هنرهایی مانند نقاشی و رقص بسیار شکوفا و مورد توجه بودند. تئاترها و برنامه‌های تفریحی زیادی برای دربار ترتیب داده می‌شد.
کتابخانهٔ سلطنتی بیجاپور که متعلق به اوج گسترش فرهنگ اسلامی در این شهر است، امروزه مجموعه‌ای ارزشمند از آثار خطی و چاپی را در خود جای داده‌است. مینیاتورهای باارزش به جای مانده در این شهر بیانگر نفوذ هر چه بیشتر فرهنگ و هنر ایرانی در بیجاپور است.

## پزشکی
پزشکی بسیار پیشرفت کرد. در سلطنت عادلشاهی بیمارستانها و دارالشفاها وجود داشتند و بیماری‌هایی مانند تب و ناراحتی‌های چشم و گوش و پوست را با علوم طب یونانی - ایرانی و آیور ودا درمان می‌کردند. همچنین کتاب‌های پزشکی زیادی در مورد آناتومی بدن و فیزیولوژی و تراپی‌های متعدد نوشته شدند.

## فهرست شاهان عادلشاهی
سلسله عادل شاهیان یا سلطنت بیجاپور در جنوب هند از ۱۴۹۰ - ۱۶۸۶ میلادی حکومت کردند. اسامی پادشاهان به این قرارند:
| ۱ | یوسف عادل‌شاه        | ۱۴۹۰–۱۵۱۰ |
| ۲ | اسماعیل عادل‌شاه     | ۱۵۱۰–۱۵۳۴ |
| ۳ | ملو عادل‌شاه         | ۱۵۳۴      |
| ۴ | ابراهیم عادل‌شاه یکم | ۱۵۳۴–۱۵۵۸ |
| ۵ | علی عادل‌شاه یکم     | ۱۵۵۸–۱۵۸۰ |
| ۶ | ابراهیم عادل‌شاه دوم | ۱۵۸۰–۱۶۲۷ |
| ۷ | محمد عادل‌شاه        | ۱۶۲۷–۱۶۵۷ |
| ۸ | علی عادل‌شاه دوم     | ۱۶۵۷–۱۶۷۲ |
| ۹ | اسکندر عادل‌شاه      | ۱۶۷۲–۱۶۸۶ |